# Liste der Naturschutzgebiete im Landkreis Landsberg am Lech
Im Landkreis Landsberg am Lech gibt es acht Naturschutzgebiete. Zusammen nehmen sie im Landkreis eine Fläche von etwa 1.120 Hektar ein. Das größte Naturschutzgebiet ist das 1979 eingerichtete Naturschutzgebiet Vogelfreistätte Ammersee-Südufer.
| Name                                                               | Bild | Kennung                   | Kreis                                                                        | Einzelheiten | Position | Fläche Hektar | Datum |
| ------------------------------------------------------------------ | ---- | ------------------------- | ---------------------------------------------------------------------------- | --- | -------- | ------------- | ----- |
| Ampermoos                                                          |      | NSG-00168.01 WDPA: 81306  | Landkreis Fürstenfeldbruck, Landkreis Landsberg am Lech, Landkreis Starnberg | LK Fürstenfeldbruck 282,44 ha, LK Landsberg am Lech 107,23 ha, LK Starnberg 138,79 ha | ⊙        | 528,46        | 1996  |
| Dettenhofer Filz und Hälsle                                        |      | NSG-00063.01 WDPA: 81520  | Landkreis Landsberg am Lech                                                  | | ⊙        | 119,16        | 1992  |
| Erlwiesfilz, Bremstauden, Am Eschenbächel                          |      | NSG-00062.01 WDPA: 81622  | Landkreis Landsberg am Lech                                                  | | ⊙        | 127,16        | 1987  |
| Lechauwald bei Unterbergen                                         |      | NSG-00377.01 WDPA: 164410 | Landkreis Landsberg am Lech, Landkreis Aichach-Friedberg                     | Merching "Auwaldgebiet mit dominierenden Grauerlenwäldern, Kiefernwaldrelikten und Magerrasen ("Brennen"), dementsprechend reichhaltige Pflanzen- und Tierwelt. Teil der "Biotopbrücke Lechtal"." LK Landsberg am Lech 153,35 ha, LK Aichach-Friedberg 215,57 ha | ⊙        | 368,92        | 1990  |
| Oberhauser Weiher                                                  |      | NSG-00282.01 WDPA: 164894 | Landkreis Landsberg am Lech                                                  | | ⊙        | 30,89         | 1986  |
| Seeholz und Seewiese                                               |      | NSG-00245.01 WDPA: 165538 | Landkreis Landsberg am Lech                                                  | | ⊙        | 96,57         | 1985  |
| Steilhalden und Flussauen des Lechs zwischen Kinsau und Hohenfurch |      | NSG-00643.01 WDPA: 329641 | Landkreis Landsberg am Lech, Landkreis Weilheim-Schongau                     | LK Landsberg am Lech 84,96 ha, LK Weilheim-Schongau 103,34 ha | ⊙        | 188,3         | 2004  |
| Vogelfreistätte Ammersee-Südufer                                   |      | NSG-00120.01 WDPA: 82786  | Landkreis Landsberg am Lech, Landkreis Weilheim-Schongau                     | LK Landsberg am Lech 403,98 ha, LK Weilheim-Schongau 199,67 ha | ⊙        | 603,65        | 1979  |
| Legende für Naturschutzgebiet                                      |      |                           |                                                                              | |          |               |       |